# Holger Schellkopf
Holger Schellkopf ist ein deutscher Journalist, Medienmanager und Digitalexperte. Er ist außerdem als Speaker und Moderator aktiv. Er beschäftigt sich insbesondere mit den Themen Digitale Transformation, Digitalisierung und Modern Work.
Schellkopf absolvierte ein Volontariat bei den Oberpfälzer Nachrichten, er war Leiter von Lokalredaktionen und Chef vom Dienst, dann stellvertretender Chefredakteur bei der Mittelbayerischen Zeitung. Dort leitete er lange Zeit auch den Newsroom und das Magazin und war außerdem für die Entwicklung der digitalen Plattformen und den Bereich „Digitale Innovation“ verantwortlich. Ab 2017 war er beschäftigt bei W&V., zuerst als Leiter Digital der Doppelspitze der Chefredaktion, ab September 2019 in der alleinigen Verantwortung als Chefredakteur. Anfang 2020 wurde er zusätzlich als Mitglied der Geschäftsleitung berufen und trug dabei die Verantwortung für die Redaktion und die Bereiche Marketing und Vertrieb sowie Online-Technik.
Mit Lehraufträgen an der Universität Passau und als Dozent an der Akademie der bayerischen Presse ist er auch in den Bereichen Aus- und Weiterbildung engagiert.
Im April 2021 wurde Schellkopf Chefredakteur beim t3n Magazin. Er war dort redaktionell verantwortlich für sämtliche Online- und Printinhalte, sowie die strategische Weiterentwicklung der Content Unit und der Inhalte auf allen Plattformen.
Im März 2023 wechselte Holger Schellkopf als Director Content, Communication, Marketing zu Virtual Identity.
Seit Januar 2025 ist Schellkopf Chefredakteur bei Universalcode.